# 提灯とぼし
提灯とぼし（ちょうちんとぼし）とは、愛知県愛西市（旧立田村地区）の行事である。同地区の伝統的な行事の1つに挙げられる。
各字ごとに地蔵近辺で行われ、主に1月の「初地蔵」と8月の「大盆」が挙げられる。初地蔵や大盆では地蔵の周りを囲むように祭り提灯を設置する。また大盆では、竹と藁で作った筏に、火をつけた蝋燭と酒を入れた杯を乗せて川に流す盆流し（灯籠流しの一種）が行われる。
その他、夏の時期の日曜に行われる地区もあり、前述の2つとは多少様式が異なる。3メートル程度の支柱から左右にロープを張り、そこに丸提灯を複数吊り下げる。日没後、子ども達が地区を回り参加を呼びかけ、訪れた人たちに花火やお菓子が渡される。この際の費用は、日中に各家から集金しているケースがほとんどである。
少子化に伴い子ども達だけでは成り立たず、かつては大人が協力する形で初地蔵あるいは大盆のみ存続させるケースも増えていたが、1990年後半からは全く行わない地区も現れるようになっている。